# Julia Billiart
Św. Julia Billiart (ur. 12 lipca 1751 w Cuvilly we Francji, zm. 8 kwietnia 1816 w Namur) – święta Kościoła katolickiego, dziewica, założycielka zgromadzenia sióstr Najświętszej Maryi Panny z Namur, mistyczka.

## Życiorys
Jej rodzice gospodarowali na niewielkim kawałku ziemi i prowadzili mały interes handlowy. Od 16 roku życia pracowała na roli.
W wieku 31 lat doznała paraliżu. W 1789 roku przeniosła się do Amiens, stamtąd zaś do Bettencour. Gdy prześladowania rewolucyjne skończyły się, założyła w Amiens instytut dla dziewcząt i sierociniec (1803). Do wspólnej pracy zachęciła kilka młodych dziewcząt, złożyły śluby czystości co stało się początkiem zgromadzenia zakonnego sióstr od Najświętszej Panny (Notre-Dame).
W 1804 r. w czasie odmawiania nowenny do Najświętszego Serca Jezusowego została uleczona z paraliżu, na który cierpiała przez 22 lata, co zostało poczytane za cud. Została przełożoną zgromadzenia. Po nieporozumieniach z biskupem Amies zmuszona została do przeniesienia się wraz ze zgromadzeniem do Namur i tam zmarła 8 kwietnia 1816 roku.

## Kult
13 maja 1906 roku, 90 lat po śmierci Julii Billiart, papież Pius X dokonał jej beatyfikacji, zaś 22 czerwca 1969 r. papież Paweł VI ją kanonizował.
Jej wspomnienie obchodzone jest w Kościele katolickim w dies natalis (8 kwietnia).